# Luce Irigaray
Luce Irigaray (Blaton, 3 mei 1930) is een in België geboren Franse filosofe, psychoanalytica, taalkundige en feministe.

## Biografie
Irigaray werd in 1930 in Blaton in de provincie Henegouwen geboren. In 1955 behaalde ze een diploma aan de Katholieke Universiteit Leuven. Tussen 1956 en 1959 gaf ze les in een secundaire school in Brussel. In 1960 verhuisde ze naar Parijs alwaar ze in 1961 een licentie behaalde in de psychologie. Ze werkte enkele jaren in België. Ze keerde terug naar Frankrijk, alwaar ze onder invloed stond van de psychoanalyticus Jacques Lacan, en promoveerde in 1968 in de linguïstiek.
In 1970 werd ze docent aan de Universiteit van Vincennes en in 1974 promoveerde ze op de positie van de vrouw in het filosofisch discours. Hierin bekritiseert ze het universitaire mannenbolwerk en het fallocentrisme van de lacanianen. Hierdoor verloor ze haar lesopdracht en werd ook uit de freudiaanse school van Parijs gezet.
Sinds de jaren tachtig biedt zij ideologische steun aan de Italiaanse communistische beweging. In 1982 was zij gastdocent aan de Erasmus Universiteit Rotterdam. Ze is tientallen jaren verbonden aan het “Centre National de Recherche Scientifique de Paris” vooral op het gebied van de filosofie.

## Feminisme
Irigaray wijst op de lichamelijke, culturele en maatschappelijke verschillen tussen vrouwen en mannen. Dit is haar op kritiek uit feministische hoek komen te staan: zij zou deze verschillen eeuwigheidswaarde toekennen, en ze daarmee bevestigen. Toch is dit niet wat Irigaray bedoelt. Zij betoogt veeleer dat de verschillen (de seksuele differentie) maatschappelijk ontstaan, en daardoor weliswaar bestaan, maar van maatschappij tot maatschappij verschillen. Zij hebben dus geen universele geldigheid; maar als zij eenmaal gevormd zijn, dient het individu er wel mee in het reine te komen.
Mannen worden bijvoorbeeld, in de westerse maatschappij, veelal als rationeler beschouwd, vrouwen als emotioneler; Iragaray bestrijdt juist dat dit onderscheid wezenlijk is. Volgens Irigiray is de belevingswereld van mannen en vrouwen verschillend, vrouwen moeten dus niet hetzelfde proberen te worden als mannen maar een eigen vrouwelijke identiteit ontwikkelen.

## Psychoanalyse

### Traditionele opvattingen
In de psychoanalyse is het begrip “afsplitsing” bekend: de eigen negatieve eigenschappen worden dan aan een ander toegeschreven, en daarmee van de eigen persoon “afgesplitst”. Iragaray benadrukt dat het hier vaak om lichamelijke eigenschappen gaat, en dat degene aan wie deze als negatief ervaren eigenschappen worden toegeschreven, veelal een buitenstaander is: de andere, de vreemdeling, de vrouw. Dit kan gemakkelijk tot discriminatie leiden.
Irigaray wil dit proces “genezen” door “tegenoverdracht”: een antwoord op het psychoanalytische principe van de “overdracht” waarbij zowel negatieve als positieve emoties (angst zowel als verlangen bijvoorbeeld) die de geanalyseerde ervaart, op de therapeut worden geprojecteerd. Bij de "tegenoverdracht" brengt ook de therapeut (al dan niet bewust) zijn of haar persoonlijke aspecten in in de therapeutische relatie.

### Kritiek op de psychoanalyse
Irigaray onderkent in de psychoanalyse een sterke als een zwakke kant. Deze therapievorm kan traumatische ervaringen al pratend helpen verwerken, maar door de vorm is dit vooral geschikt voor verbaal sterk ontwikkelde mensen.
Daarnaast is naar haar mening de psychoanalyse te zeer gericht op emoties uit het verleden, en veronachtzaamt de emoties die de cliënt in het heden ondergaat. Ook de gekozen vorm is niet optimaal: hoe kan men op de sofa liggend zijn woede uiten? En is die liggende houding niet, specifiek voor vrouwen, beladen?

### Alternatieven
Naast de therapie van het woord stelt Iragaray daarom die van het gebaar. Dat laatste begrip kan allerlei vormen van lichamelijk contact, van lichaamstaal, omvatten: van aanraking tot luisteren en oogcontact. Er blijft echter verschil tussen therapeut en cliënt, en dat is een reden waarom seksueel contact uit den boze is: daardoor zou dat verschil worden tenietgedaan.
Ook vormen van zelfexpressie zoals schilderen of het maken van gedichten beschouwt Irigaray als waardevolle instrumenten; associaties en dromen komen daarmee aan het licht.

## Politiek

### Man en vrouw in de maatschappij
Irigaray onderkent dus zowel een talige als een lichamelijke component aan het menselijke ik; maar beide zijn cultureel bepaald. Het verhaal van mijn leven wordt bepaald door de taal die ik met anderen deel; opvattingen over mijn lichaam worden gevormd door de culturele en maatschappelijke omgeving waarin ik opgroei.
Hier komt Irigaray echter terug bij een verschil dat zij wel als essentieel beschouwt: dat tussen man en vrouw. Verschillen zijn niet uitsluitend cultureel bepaald: zij zijn ook biologisch. Hier legt zij ook een verband met de democratie: die zou niet zozeer een ontmoeting moeten zijn tussen vertegenwoordiger en vertegenwoordigde, maar zou moeten beginnen met de ontmoeting tussen twee personen.

### Kritiek
Deze visie is Irigaray op scherpe kritiek komen te staan. Blijkbaar kent zij de heteroseksuele relatie meer waarde toe dan de homoseksuele; en het lijkt erop dat zij de minderheidsrol van zwarte mensen in een witte omgeving bagatelliseert.
Tevens is haar visie haar uit feministische hoek op het verwijt komen te staan dat zij de man-vrouwverschillen niet (zoals in feministische kring gebruikelijk is) als cultureel bepaald ziet, maar als essentieel.
Eind 1997 werd de geloofwaardigheid van Irigaray als postmodern denker aan de kaak gesteld in het boek Intellectueel bedrog. Postmodernisme, wetenschap en antiwetenschap van de fysici Alan Sokal en Jean Bricmont. Daarin analyseren zij de teksten van (vooral) Franse intellectuelen die door hen als postmodern worden benoemd, die volgens Sokal en Bricmont achter hun imposante jargon weinig inhoudelijks te zeggen hebben. Volgens Sokal en Bricmont dienen de sociale wetenschappen en filosofie het voorbeeld van de natuurwetenschappen te volgen, en zich te baseren op een positivistisch fundament. Zie ook: Sokal-affaire.

### De andere
In ieder geval benadrukt Irigaray hiermee dat een “wij”-relatie op een verschil is gebaseerd: “ik” versus “jij”. Die wij-relatie is bij haar echter tevens een twee-relatie, die zij wil uitbreiden naar meer veelomvattende maatschappelijke relaties.
Het anders-zijn biedt de gelegenheid tot een ontmoeting met de ander; die is daardoor niet het object van onze "afsplitsing", maar is gelijkwaardig, en verschilt van ons. Zij beoogt de genderrelatie tussen twee individuen uit te breiden naar bredere vraagstukken van politiek en van identiteitsverschillen.
Zo heeft zij zich voorvechtster betoond van een Europees burgerschap, dat ook weer diversiteit in zich besloten houdt: verschillen in religie, naar culturele achtergrond, en in etnisch opzicht. Het Europees burgerschap aanvaardt in haar visie die verschillen, in plaats van ze te negeren. Hierbij komt ook de noodzaak tot herbezinning doordat wij ons ervan bewust zijn geworden dat de Westerse cultuur niet de enig bestaande is: ook in dit opzicht ontmoeten wij het andere.
Irigarays aandacht voor de mondialisering is ook aandacht voor milieuzaken. Als marxiste (zij is sterk betrokken bij Italiaanse linkse bewegingen) legt zij niet de nadruk op de traditionele tegenstelling tussen elkaar uitbuitende maatschappelijke groeperingen, maar op de huidige en toekomstige exploitatie door de mens van zijn omgeving.

## Werken (selectie)
- 1974 - Speculum de l'autre femme. Paris: Minuit (diss.).
- 1977 - Ce sexe qui n'en est pas un. Paris: Minuit.
- 1985 - Parler n'est jamais neutre. Paris: Minuit.
- 1987 - Sexes et parentés. Paris: Minuit.
- 1987 - "L'ordre sexuel du discours", in: Langages, le sexe linguistique (p. 110).
- 1990 - (red.) Sexes et genres à travers les langues. Eléments de communication sexuée. Paris: Grasset.
- 1992 - J'aime à toi. Esquisse d'une félicité dans l'histoire. Paris: Grasset.
- 1994 - La democrazia comincia a due. Torino: Bollati Boringhieri.

- Bibsys: 90110405
- Biblioteca Nacional de Chile: 000270163
- Biblioteca Nacional de España: XX977418
- Bibliothèque nationale de France: cb11908265x (data)
- CiNii: DA00950655
- Gemeinsame Normdatei: 119010941
- International Standard Name Identifier: 0000 0001 2280 0349
- Library of Congress Control Number: n82070348
- Nationale Bibliotheek van Letland: 000010657
- Bibliotheek van het Japanse parlement: 00444279
- Nationale Bibliotheek van Tsjechië: js20060421015
- Nationale bibliotheek van Australië: 35236653
- Nationale Bibliotheek van Israël: 987007310810105171
- Nationale Bibliotheek van Polen: a0000002907171
- Nationale en Universitaire bibliotheek Zagreb: 000079451
- Nederlandse Thesaurus van Auteursnamen: 072857072
- Réseau des bibliothèques de Suisse occidentale: 02-A000091451
- Istituto Centrale per il Catalogo Unico: CFIV004476
- LIBRIS: 208170
- SNAC: w6kb952x
- Système universitaire de documentation: 02693115X
- Trove: 876581
- Union List of Artist Names: 500292666
- Virtual International Authority File: 54149176
- WorldCat: E39PBJfGTcmXjkrxMX8MxqrDv3